# Gouverneur général des Mascareignes
Le gouverneur général des Mascareignes était le gouverneur général de l'archipel des Mascareignes, dans l'océan Indien, durant les dernières années pendant lesquelles la France fut la seule puissance souveraine sur ces îles, à savoir La Réunion (appelée l'île Bourbon), Maurice (l'île de France) et Rodrigues. Il existait en parallèle des gouverneurs subordonnés avec une compétence plus restreinte géographiquement tels que le gouverneur de La Réunion et le gouverneur de Maurice, et un même homme pouvait cumuler les postes.
D'après l'historien du XIXe siècle Georges Azéma, la fonction fut créée à la suite de la rétrocession des Mascareignes au roi de France par la Compagnie des Indes orientales dans les années 1760, et Jean-Daniel Dumas en fut le premier titulaire.

## Pouvoirs
Le gouverneur général des Mascareignes agissait en certaines matières conjointement à l'intendant des Mascareignes, autre fonction administrative créée à l'occasion de la restitution de l'archipel et basée sur l'Île-de-France, l'actuelle île Maurice. Ainsi, toujours selon Georges Azéma, ils formaient ensemble chaque année un état des besoins des territoires concernés et des demandes qu'ils jugeaient nécessaires d'adresser au roi de France. Ils décidaient également de concert de l'affranchissement des esclaves, des corvées pour l'entretien des routes, des règlements pour l'approvisionnement des colonies, pour la pêche dans les rivières et la chasse sur les terres et dans les bois qui n'étaient pas clos. En outre, « ils avaient la police des ports, et nommaient provisoirement aux places d'assesseurs, de substituts et de greffiers ».
En revanche, si l'intendant avait seul la haute main sur la régie et les finances royales, le gouverneur général des Mascareignes  s'occupait quant à lui en toute autonomie des commandants et officiers employés dans son gouvernement, et en général sur tous les habitants. Il était représenté par un commandant particulier à Bourbon, l'actuelle île de La Réunion.

## Liste non exhaustive
- 1735-1747 : Bertrand-François Mahé de La Bourdonnais[2]
- 1747-1750 : Pierre Félix Barthélemy David
- 1750-1752 & 1757-1763 : Jean-Baptiste Charles Bouvet de Lozier
- 1755-1759 : René Magon de Médine
- 1759-1767 : Antoine Marie Desforges-Boucher
- 1766-1768 : Jean-Daniel Dumas[1]
- 1768-1772 : François Julien du Dresnay
  - Decembre 1776-1779 : Antoine de Guiran, chevalier de La Brillanne est nommé gouverneur de l'Île de France (Maurice) jusqu'à sa mort le 28 avril 1779[3].
- 1782-1785 : François de Souillac
- 1787-1789 : Antoine Bruny d'Entrecasteaux
- 1789-? : Thomas Conway ()
- 1792-1800 : Anne-Joseph-Hippolyte de Maurès de Malartic
- 1800-1803 : François-Louis Magallon
- 1803-1810 : Charles Mathieu Isidore Decaen

## Pour approfondir
- « Les Gouverneurs de l'Île de la Réunion », sur roglo.eu (consulté le 15 octobre 2011)